# Bezpecina, Skvîra
Bezpecina (în ucraineană Безпечна) este un sat în comuna Dulîțke din raionul Skvîra, regiunea Kiev, Ucraina.

## Demografie
Componența lingvistică a localității Bezpecina
     Ucraineană (98,7%)
     Rusă (1,3%)
Conform recensământului din 2001, majoritatea populației localității Bezpecina era vorbitoare de ucraineană (98,7%), existând în minoritate și vorbitori de rusă (1,3%).